# Cylindropuntia fulgida
Cylindropuntia fulgida (Engelm.) F.M.Knuth, 1935 è una pianta succulenta della famiglia delle Cactacee, originaria dell'Arizona e del Messico settentrionale. In inglese è nota come jumping cholla.

## Distribuzione e habitat
Questa pianta cresce nelle zone desertiche dell'Arizona e del Messico settentrionale (Sinaloa e Sonora), dal livello del mare sino 1200 metri di altitudine.